# Alexander Petrowitsch Malyschew
Alexander Petrowitsch Malyschew (russisch Александр Петрович Малышев; * 10. Junijul. / 22. Juni 1879greg. im Dorf Beloje, Gouvernement Kursk; † 16. März 1962) war ein russischer Physiker und Hochschullehrer.

## Leben
Malyschew, Sohn eines Gemeindepfarrers, studierte am Kursker Geistlichen Seminar mit Abschluss 1901. Im Schuljahr 1901/1902 war er Lehrer an der Eisenbahnschule am Bahnhof Kursk I. Im August 1902 begann er das Studium in der chemischen Abteilung des Tomsker Technologie-Instituts, in dem er 1903 in die mechanische Abteilung wechselte. Allerdings wurde das Institut 1904 zeitweise geschlossen. Als Praktikant war er 1904 Vorarbeiter beim Bau der Omsker Eisenbahnwerkstätten, 1906 Hilfslokführer am Bahnhof Krasnojarsk, 1908 Elevatoraufseher in den Häfen des Schwarzen Meeres und 1909 Elevatoraufseher an der Ostsee. Sein Diplomprojekt fertigte er bei Iwan Iwanowitsch Bobarykow an.
Malyschew arbeitete mit Ernennung zum Titularrat (IX. Rangklasse) ab September 1911 als Junior-Laborant im Mechanischen Laboratorium des Tomsker Technologie-Instituts. 1914 wurde er dort Leiter des Laboratoriums für Reißfestigkeit. Im Ersten Weltkrieg wurde er im Oktober 1915 nach Petrograd abgeordnet, um im Putilow-Werk und im Petrograder Metallwerk die Schrapnell-Herstellungstechnik kennenzulernen. Im November 1916 war er in den USA. In der General Vehicle Company führte er mechanische Werkstoffprüfungen bezüglich der Wärmebehandlung von Schrapnellmaterialien durch. In der Dayton Metal Products Co führte er zusammen mit Boris Petrowitsch Weinberg erste Versuche zur mechanischen Prüfung von Stählen für Zünder durch. In Syracuse leitete er ein Speziallaboratorium für die Stahlprüfung.
Im Dezember 1917 unmittelbar nach der Oktoberrevolution wurde Malyschew Assistent am Lehrstuhl für Angewandte Mechanik des Tomsker Technologie-Instituts und hielt ab 1919 die Vorlesung Angewandte Mechanik. 1920 wurde er Direktor des Sibirischen Prothetik-Instituts. 1921 folgte die Ernennung zum Professor am Tomsker Technologie-Institut.
1923 ging er nach Moskau und wurde Vizevorsitzender der Prothetik-Kommission beim Medizin-Wissenschaftsrat des Moskauer Prothetik-Instituts (1925–1928 beim Medizin-Wissenschaftsrat des Volkskommissariats für Gesundheit). Er beschäftigte sich mit der Entwicklung von Prothesen für Gliedmaßen und leitete gleichzeitig das Konstruktionsbüro für Textilmaschinen.
Daneben leitete Malyschew ab 1924 im Moskauer Textil-Institut den Lehrstuhl für Angewandte Mechanik (bis 1959). 1927 wurde er zum Professor ernannt und war ab 1930 Dekan der Fakultät für Textilmaschinenbau des Textil-Instituts. Eine seiner wichtigsten Arbeiten war die Verallgemeinerung der von Pawel Ossipowitsch Somow entwickelten Struktur-Formel für kinematische Ketten und Getriebe, die als Somow-Malyschew-Formel bekannt wurde. Zum Studium der mechanischen Verfahrensschritte bei der Flachsfasergewinnung wurde Malyschew 1927 nach Deutschland und im August 1930 in die USA, nach England, Belgien und Frankreich geschickt.
Zusätzlich leitete Malyschew den Sektor Maschinenprüfung im Textil-Forschungsinstitut (1929–1931), dessen Direktor er 1931 wurde. 1933 war er Redakteur der Mechanik-Abteilung der Hütte. 1934 wurde er Mitglied des Mossowjet (Moskauer Sowjet der Arbeiter, Bauern und Rotarmisten). 1936 wurde er ohne Verteidigung einer Dissertation zum Doktor der technischen Wissenschaften promoviert. Im selben Jahr wurde er Mitglied des Rats beim Volkskommissar für Leichtmaschinenbau und wurde 1940 Mitglied des Textilrats beim Volkskommissar für allgemeinen Maschinenbau.
Nach Beginn des Deutsch-Sowjetischen Krieges wurde Malyschew im Oktober 1941 nach Taschkent evakuiert, wo er ab Dezember 1941 im Taschkenter Textil-Institut den Lehrstuhl für Textilmaschinenprojektierung leitete. 1943 kehrte er nach Moskau zurück und leitete den Lehrstuhl für Theorie der Mechanismen und Maschinen des Moskauer Textilinstituts.
Malyschew wurde auf dem Moskauer Wwedenskoje-Friedhof begraben.